# Sherman (Dakota Południowa)
Sherman – miasto w Stanach Zjednoczonych, w stanie Dakota Południowa, w hrabstwie Minnehaha.